# Apocephalus unitarsus
Apocephalus unitarsus är en tvåvingeart som beskrevs av Brown 1993. Apocephalus unitarsus ingår i släktet Apocephalus och familjen puckelflugor. Inga underarter finns listade i Catalogue of Life.